# 陳素月
陳素月（1966年1月18日—），中華民國政治人物，民主進步黨籍，生於南投縣名間鄉，現任立法委員，曾任第十六、十七屆彰化縣議會議員、民進黨第10、11屆全國黨員代表、國立空中大學講師。
2014年彰化縣第四選舉區（大村鄉、員林鎮、永靖鄉、社頭鄉、田尾鄉、田中鎮、二水鄉）的立法委員魏明谷因參選第十七屆彰化縣縣長選舉而辭職，故於2015年2月7日舉行缺額補選。
2014年12月26日，陳素月獲民主進步黨徵召，參選彰化縣第四選舉區立法委員補選，擊敗中國國民黨推出的前縣長卓伯源，順利當選；2016年1月16日，以57%高得票率擊敗時任員林市市長張錦昆，為全縣最高票當選之立委；2020年，再度連任並蟬聯全縣最高票當選的立委，更以103,740票超越2012年尋求連任的鄭汝芬，創下彰化立委最高得票紀錄；2024年，以97,608票，成功四連霸。

## 選舉紀錄
| 年度 | 選舉屆數               | 選舉區           | 所屬政黨   | 得票數  | 得票率 | 當選標記   | 備註 |
| ---- | ---------------------- | ---------------- | ---------- | ------- | ------ | ---------- | ---- |
| 2002 | 第十五屆彰化縣議員選舉 | 彰化縣第四選舉區 | 民主進步黨 | 5,405   | 6.53%  |            |      |
| 2005 | 第十六屆彰化縣議員選舉 | 彰化縣第四選舉區 | 民主進步黨 | 15,044  | 15.24% |            |      |
| 2009 | 第十七屆彰化縣議員選舉 | 彰化縣第四選舉區 | 民主進步黨 | 13,888  | 15.06% |            |      |
| 2014 | 第十七屆員林鎮鎮長選舉 | 彰化縣員林鎮     | 民主進步黨 | 31,064  | 47.63% |            |      |
| 2015 | 第八屆立法委員補選     | 彰化縣第四選舉區 | 民主進步黨 | 51,907  | 53.61% |            |      |
| 2016 | 第九屆立法委員選舉     | 彰化縣第四選舉區 | 民主進步黨 | 95,518  | 57.24% | 全縣最高票 |      |
| 2020 | 第十屆立法委員選舉     | 彰化縣第四選舉區 | 民主進步黨 | 103,740 | 53.42% | 全縣最高票 |      |
| 2024 | 第十一屆立法委員選舉   | 彰化縣第四選舉區 | 民主進步黨 | 97,608  | 52.01% |            |      |

## 外部連結
- 立法院陳素月立委介紹 （页面存档备份，存于）
- 陳素月| Facebook （页面存档备份，存于）
- 陳素月SayYes的Instagram帳戶
- 立法委員陳素月官方影音| Youtube （页面存档备份，存于）
- 2016年立法委員陳素月競選文宣「認真看的見☀陳素月」

| 彰化縣議會 |                                                                                                |   |
| '          | 彰化縣議會議員 第四選區（員林鎮、大村鄉、永靖鄉） 第十六、十七屆 2006年3月1日 - 2014年12月24日 | ' |